# Julius Vuylsteke
Julius Pieter Vuylsteke (Gent, 10 november 1836 - aldaar, 16 januari 1903) was een Vlaams liberaal politicus.

## Levensloop
Vuylsteke was een tijd advocaat en werd later boekhandelaar. Als student stichtte hij in 1852 het Taalminnend studentengenootschap 't Zal Wel Gaan, die de beoefening van de Nederlandse literatuur en de verdediging van het Vlaams tot doel had. Dit in een Gent met een Franstalige leidende klasse en Franstalig middelbaar en hoger onderwijs. Sedert 1979 wordt door het nog altijd bestaande 't Zal ongeveer driejaarlijks de Geuzenprijs toegekend aan iemand die zich op dit doelterrein verdienstelijk heeft gemaakt. Hij speelde een belangrijke rol in de Vlaamse Beweging als liberaal politicus en ijverde voor culturele samenwerking met Nederland. Hij was verwoed antiklerikaal en werd voorzitter van het Willemsfonds. Na zijn politieke carrière ging zijn aandacht voornamelijk naar de geschiedenis van Vlaanderen.
De tijdens zijn studententijd geschreven gedichten getuigen van het uitluiden van de romantiek en het begin van het realisme in de literatuurgeschiedenis. Vuylsteke spot met (over)gevoeligheid en is beïnvloed door Heinrich Heine. Zij werden gebundeld in Zwijgende liefde (1860) en Uit het studentenleven en andere gedichten (1868).
Zijn politieke essays en gedichten werden postuum verzameld in Klauwaard en Geus (1905).

## Bibliografie

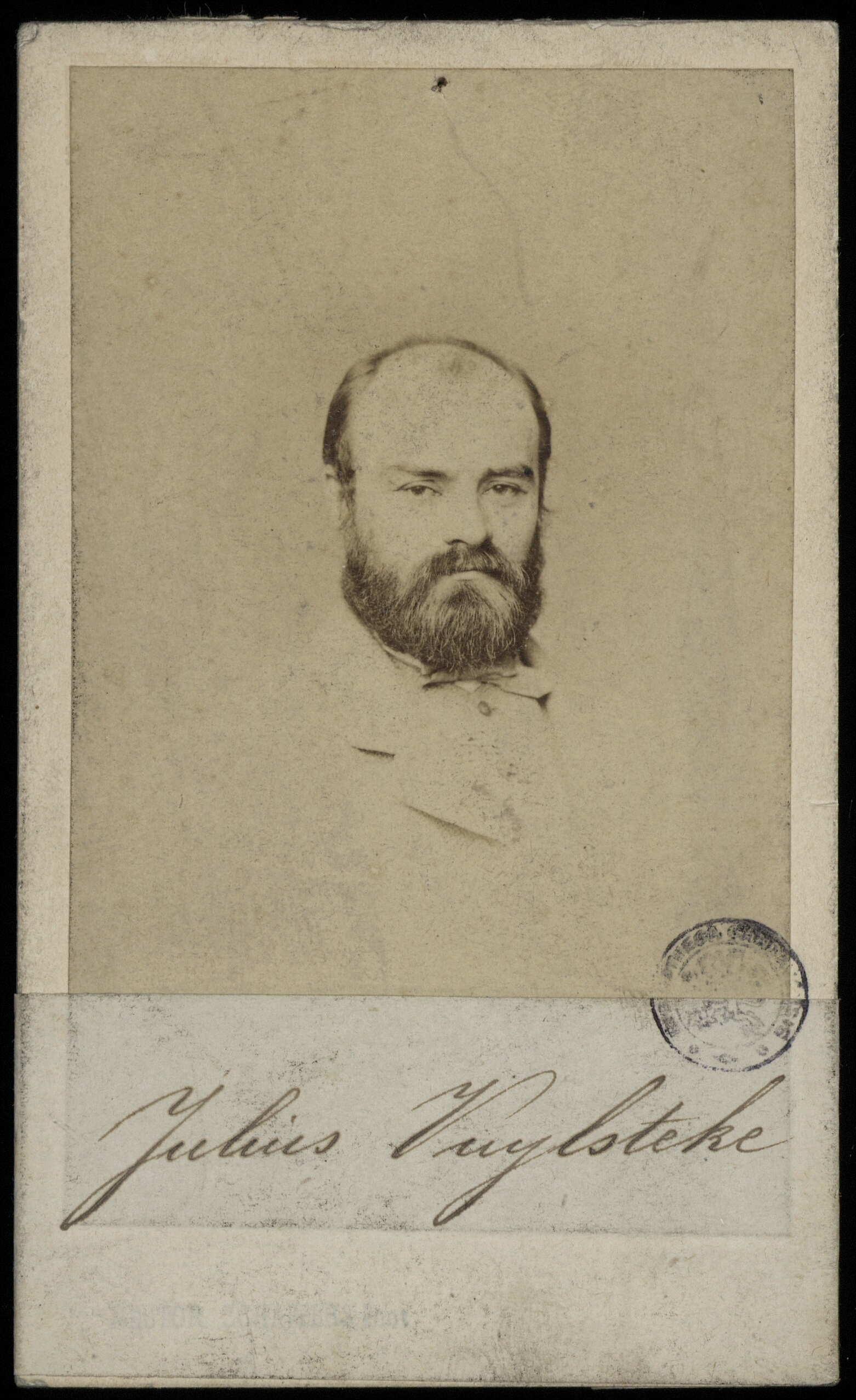
Vuylsteke